# Baptist Lentz

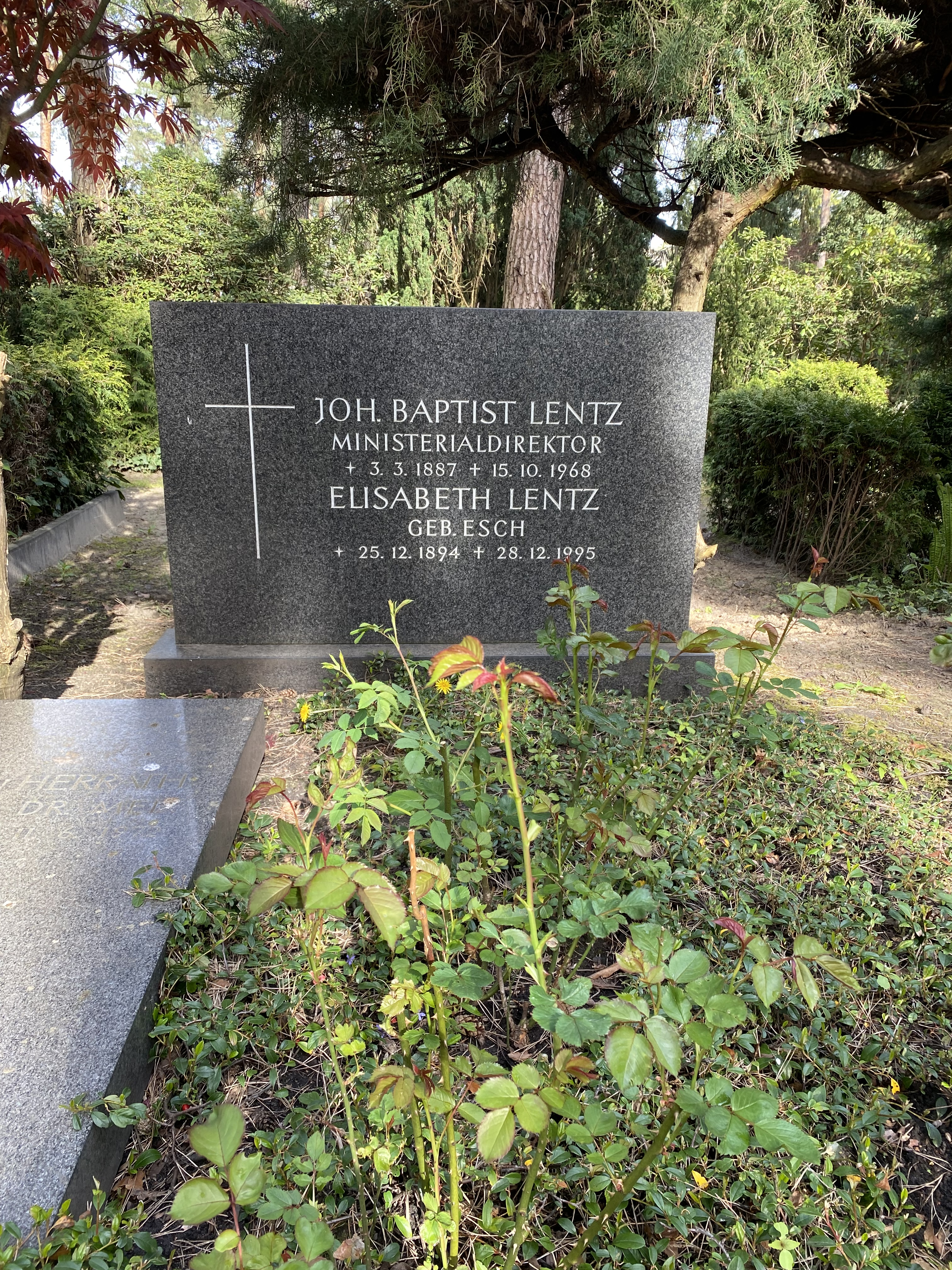
Grabstätte auf dem Waldfriedhof Dahlem

Baptist Lentz (* 3. März 1887; † 15. Oktober 1968) war ein deutscher Jurist.

## Werdegang
Lentz war von 1916 bis 1924 als Richter tätig. Von 1925 bis 1935 arbeitete er im Preußischen Justizministerium, von 1935 bis 1944 im Reichsjustizministerium und  von 1944 bis 1945 beim Reichskommissar für die Behandlung feindlichen Vermögens.
Nach Kriegsende wurde er in die Deutsche Zentralverwaltung der Justiz übernommen. Ab 1948 war er stellvertretender Leiter des Personalamts des Vereinigten Wirtschaftsgebietes. Nach Gründung der Bundesrepublik arbeitete er ab 1950 im Bundesministerium der Finanzen und wurde dort 1951 zum Ministerialdirektor ernannt. Nach 1953 war er Geschäftsführer der bundeseigenen Treuhand-Abwicklungsgesellschaft mbH.
Baptist Lentz wurde auf dem Waldfriedhof Dahlem (Abt. 25–41) beigesetzt.

## Ehrungen
- 1953: Großes Verdienstkreuz der Bundesrepublik Deutschland